# Kurotjka Rjaba
Kurotjka Rjaba (russisk: Курочка Ряба) er en russisk spillefilm fra 1994 af Andrej Kontjalovskij.

## Medvirkende
- Inna Tjurikova som Asja
- Viktor Mikhajlov som Vasilij Nikititj
- Aleksandr Surin som Stepan
- Gennadij Jegorytjev som Tjirkunov
- Gennadij Nazarov som Serjozja